# Волейбол на літніх Олімпійських іграх 2024 — кваліфікація (чоловіки)
Кваліфікація на чоловічий волейбольний турнір Ігор XXXIII Олімпіади в Парижі пройшла з 30 вересня 2023 року до 24 червня 2024 року. За її підсумками путівки на Олімпійські ігри отримають 12 збірних.
Збірна Франції на правах країни-господарки автоматично пройшла кваліфікацію. 6 путівок буде розіграно на трьох олімпійських кваліфікаційних турнірах, ще 5 місць отримають найкращі збірні у Світовому рейтингу ФІВБ, який буде опубліковано у червні 2024 року .

## Підсумки кваліфікації
| Кваліфікаційний критерій            | Кваліфікаційний критерій | Дати проведення            | Місце проведення | Квоти | Кваліфікувались |
| ----------------------------------- | ------------------------ | -------------------------- | ---------------- | ----- | --------------- |
| Країна-господарка                   | Країна-господарка        | Н/Д                        | Н/Д              | 1     | Франція         |
| Олімпійський кваліфікаційний турнір | Група A                  | 30 вересня – 8 жовтня 2023 | Ріо-де-Жанейро   | 2     | Німеччина       |
| Олімпійський кваліфікаційний турнір | Група A                  | 30 вересня – 8 жовтня 2023 | Ріо-де-Жанейро   | 2     | Бразилія        |
| Олімпійський кваліфікаційний турнір | Група B                  | 30 вересня – 8 жовтня 2023 | Токіо            | 2     | США             |
| Олімпійський кваліфікаційний турнір | Група B                  | 30 вересня – 8 жовтня 2023 | Токіо            | 2     | Японія          |
| Олімпійський кваліфікаційний турнір | Група C                  | 30 вересня – 8 жовтня 2023 | Сіань            | 2     | Польща          |
| Олімпійський кваліфікаційний турнір | Група C                  | 30 вересня – 8 жовтня 2023 | Сіань            | 2     | Канада          |
| Кваліфікаційний рейтинг             | Кваліфікаційний рейтинг  | 24 червня 2024             | Лозанна          | 5     |                 |
| Кваліфікаційний рейтинг             | Кваліфікаційний рейтинг  | 24 червня 2024             | Лозанна          | 5     |                 |
| Кваліфікаційний рейтинг             | Кваліфікаційний рейтинг  | 24 червня 2024             | Лозанна          | 5     |                 |
| Кваліфікаційний рейтинг             | Кваліфікаційний рейтинг  | 24 червня 2024             | Лозанна          | 5     |                 |
| Кваліфікаційний рейтинг             | Кваліфікаційний рейтинг  | 24 червня 2024             | Лозанна          | 5     |                 |
| Загалом                             | Загалом                  | Загалом                    | Загалом          | 12    |                 |

## Країна-господарка
FIVB надала збірній Франції право на участь в Олімпіаді 2024 на правах країни-господарки.
- Франція

## Олімпійський кваліфікаційний турнір

### Кваліфікація
Міжнародна федерація волейболу затвердила список із 24 національних збірних, які візьмуть участь в олімпійському кваліфікаційному турнірі. Список було затверджено на основі світового рейтингу ФІВБ станом на 12 вересня 2022 року. Збірна Франції автоматично кваліфікувалася, як країна-господарка. Збірна Росії була відстороненна від змагань через вторгнення в Україну.
|  | Кваліфікувалися на олімпійський кваліфікаційний турнір    |
|  | Кваліфікувалися на Олімпійські ігри, як країна-господарка |
|  | Відсторонені від міжнародних змагань                      |

| Посів | Країна     | Очки |
| ----- | ---------- | ---- |
| 1     | Польща     | 389  |
| 2     | Італія     | 369  |
| —     | Франція    | 368  |
| 3     | Бразилія   | 361  |
| —     | Росія      | 352  |
| 4     | США        | 333  |
| 5     | Японія     | 277  |
| 6     | Аргентина  | 273  |
| 7     | Словенія   | 268  |
| 8     | Іран       | 267  |
| 9     | Сербія     | 253  |
| 10    | Куба       | 230  |
| 11    | Нідерланди | 228  |
| 12    | Туреччина  | 200  |
| 13    | Канада     | 189  |
| 14    | Україна    | 187  |
| 15    | Німеччина  | 184  |
| 16    | Мексика    | 175  |
| 17    | Туніс      | 172  |
| 18    | Єгипет     | 157  |
| 19    | Бельгія    | 153  |
| 21    | Болгарія   | 152  |
| 22    | Фінляндія  | 152  |
| 23    | Катар      | 152  |
| 24    | КНР        | 151  |

## Кваліфікаційний рейтинг
П'ять вакантних місць будуть надані збірним відповідно до світового рейтингу ФІВБ. Це відбудеться 24 червня 2024 року, після завершення сезону Ліги націй. В першу чергу квоти будуть розподілятися за континентальним принципом: кожен континент має бути представлений на змаганнях. Після цього квоти отримають збірні, з найвищим рейтингом, які ще не пройшли кваліфікацію.